# Сторчак Кіндрат Маркович
Сторчак Кіндрат Маркович (1906 - ?) — український дисидент, доктор філологічних наук, автор відомий критикою радянської влади та її політики щодо України.

## Біографія
Народився в 1906 році. Працював старшим науковим співробітником науково-дослідного інституту педагогіки.

## Творчість та переслідування
Сторчак став відомим завдяки своїм п'єсам та іншим літературним творам, що критикували радянську владу. Одним із його найбільш відомих творів є п'єса «Павло Полуботко» (1973) та роман «Портрети живих та силуети мертвих» (1975), які відображають гостру критику радянського режиму та його впливу на українську культуру та історію.
У своїх творах Сторчак порівнював радянську владу з нацистськими та царськими репресіями, висловлював надію на незалежність України та критикував політику денаціоналізації та русифікації.
Сторчак став об'єктом переслідування КДБ, яке займалося збором його творів та намагалося запобігти їх поширенню. КДБ посилило контроль за Сторчаком, вживаючи заходи щодо вилучення його рукописів і проведення "профілактичної роботи" з метою з'ясування причин його антирадянської діяльності. Це включало плани з добровільно-примусового вилучення усіх його творів.